# Bamra myrina
Bamra myrina là một loài bướm đêm trong họ Noctuidae.